# 御内人
御内人（日语：／）是指日本镰仓时代侍奉执权北条氏的家督——得宗的武士、家臣和随从。“御内人”一词见于当时的史料。日本历史学家佐藤进一称其为“得宗被官”。多数御内人同时拥有作为镰仓幕府将军直臣的御家人的身份。